# Polski Konopat
Polski Konopat (Polnisch Konopath, Conopat) – wieś w Polsce położona w województwie kujawsko-pomorskim, w powiecie świeckim, w gminie Świecie. Po raz pierwszy miejscowość wzmiankowana w 1230 r., kiedy Jan, baron w osadzie Bielczyny, w dzisiejszej gminie Chełmża, posiadł dobra rycerskie Conopath w XIII wieku. W latach 1975–1998 miejscowość administracyjnie należała do województwa bydgoskiego. Według Narodowego Spisu Powszechnego (III 2011 r.) liczyła 1297 mieszkańców. Jest drugą co do wielkości miejscowością gminy Świecie.